# Peru nos Jogos Olímpicos de Verão de 1988
O Peru participou dos Jogos Olímpicos de Verão de 1988 em Seul, na Coreia do Sul. Conquistou uma medalha de prata. Foi a décima primeira participação do país em Jogos Olímpicos de Verão.